# Grzywna (Couïavie-Poméranie)
Pour les articles homonymes, voir Grzywna.
Grzywna est un village de Pologne situé en Couïavie-Poméranie, dans le Powiat de Toruń et dans le gmina (commune) de Chełmża.